# Hooge Zwaluwe

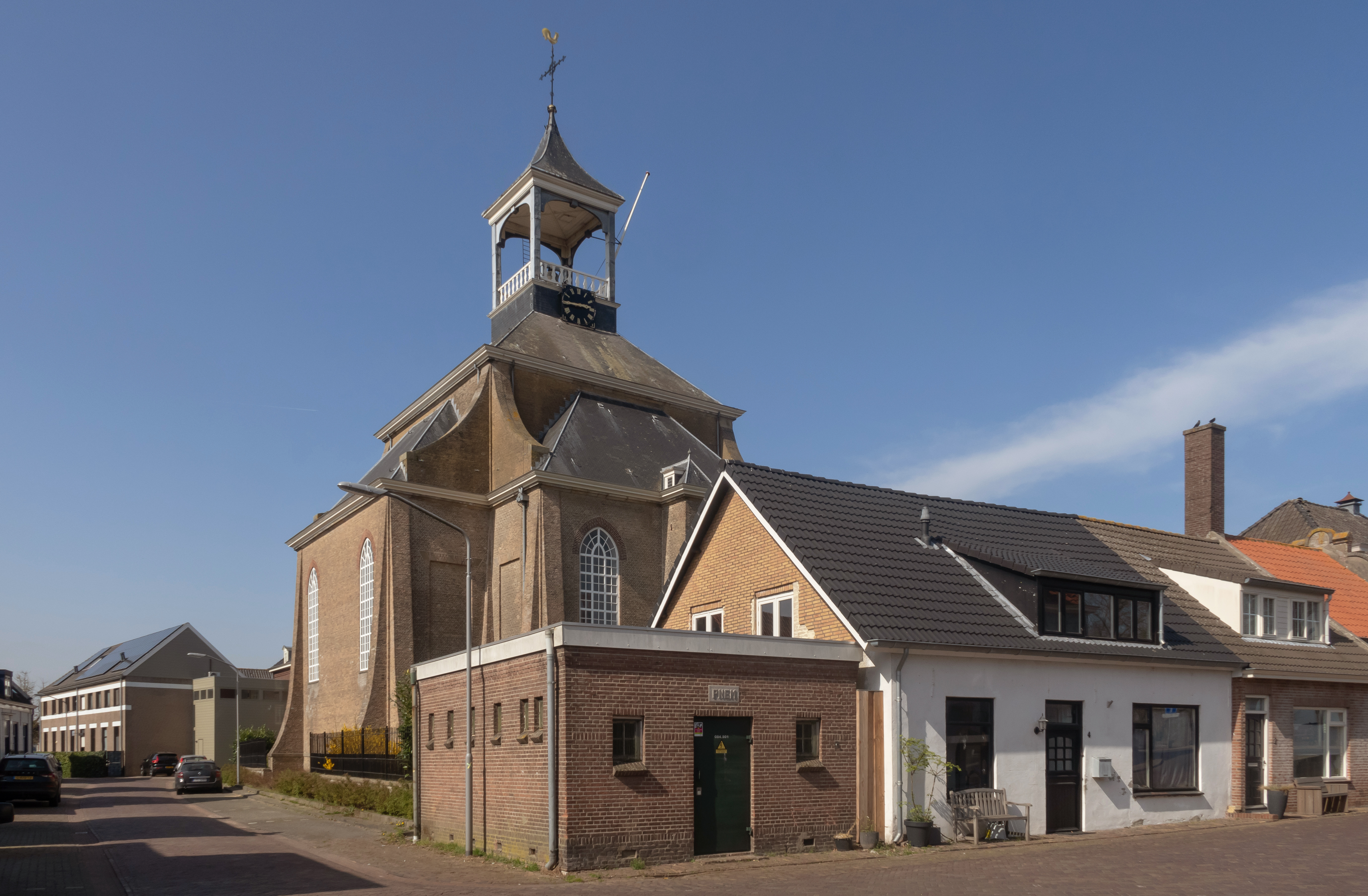
Église protestante dans la rue

Hooge Zwaluwe est un village situé dans la commune néerlandaise de Drimmelen, dans la province du Brabant-Septentrional. Le 1er janvier 2007, le village comptait 1 632 habitants.
Jusqu'en 1997, Hooge Zwaluwe formait avec Lage Zwaluwe la commune de Hooge en Lage Zwaluwe.